# Kailahun
Kailahun é uma cidade da Serra Leoa, produtora de diamantes e agrícola. É a capital do distrito de Kailahun. Kailahun está localizada 344 km a leste de Freetown e possui uma população de 13.108 habitantes (censo de 2004).
A população de Kailahun é quase inteiramente do grupo étnico Mende e a língua mende junto com a língua krio são amplamante faladas na cidade. A cidade é uma grande produtora de diamantes.